# ヴィットーリオ・アルフィエーリ (駆逐艦)
ヴィットーリオ・アルフィエーリ（Vittorio Alfieri）はイタリア王立海軍の駆逐艦。

## 艦歴
イタリアが第二次世界大戦に参戦した当時、アルフィエーリは同型艦のオリアーニ、ジョベルティ、カルドゥッチとともに第9駆逐艦隊を構成していた。
1940年6月12日の深夜2時に同部隊の艦、第1巡洋艦隊（重巡洋艦ザラ、フィウメ、ゴリツィア）、第8巡洋艦隊（軽巡洋艦ドゥーカ・デッリ・アブルッツィおよびガリバルディ）第16駆逐艦隊（ダ・レッコ、ペッサーニョ、ウゾディマーレ）とともにイオニア海の哨戒のためにターラントを出航した。
7月2日に同型艦部隊、第1巡洋艦隊（ザラ、フィウメ、ゴリツィア）、軽巡洋艦バンデ・ネーレおよびコレオーニ、第10駆逐艦隊（マエストラーレ、グレカーレ、リベッチオ、シロッコ）とともに、リビヤから帰還する護送船団（トリポリあらナポリに向かう水雷艇プロチオーネ、オルサ、ペガソに護衛された兵員輸送船エスペニアおよびヴィクトリア）の間接護衛任務についた。
7月7日の午後に同型艦部隊および第2艦隊の残り（ポーラ）、第1、第2、第3および第7巡洋艦隊の全11隻、第10、第11、第12および第13駆逐艦隊とともに出航し、その後第1艦隊と合流して7月9日のカラブリア沖海戦に参加した。戦闘中にイタリア艦隊が後退する際に、第9駆逐艦隊は魚雷による反撃のために派遣され、13,500メートルの距離から合計5発を発射したが、命中させることはできず、第9駆逐艦隊は敵巡洋艦および駆逐艦の標的となってしまし、アルフィエーリの側面に砲弾が命中したが、損傷は極めて軽微だったと報告されている。
7月30日から8月1日にかけて、同型艦部隊、巡洋艦ポーラ、ザラ、フィウメ、ゴリツィア、トレント、ダ・バルビアーノ、アルベルト・ディ・ジュッサーノ、エウジェニオ・ディ・サヴォイア、ドゥーカ・デッリ・アブルッツィ、アッテンドーロ、モンテクッコリ、第12、第13、第15駆逐艦隊の11隻とともにリビヤに向かう貨物船10隻、駆逐艦4隻および水雷艇12隻からなる船団の間接護衛任務についた。
11月27日の昼頃、ポーラ、第1巡洋艦隊および第9駆逐艦隊の同型艦とともにナポリを出航し、決着がつかなかったスパルティヴェント岬沖海戦に参加した。戦闘開始時、アルフィエーリは敵艦隊を視認した初めのイタリア艦の1隻であり、12時16分に巡洋艦3隻を伴った戦艦1隻発見の信号を発した。
1940年の12月には、カルドゥッチおよびジョベルティとともにイタリア王国陸軍の作戦行動を支援するために、アルバニアおよびギリシャの沿岸部を砲撃した。
1971年1月6日、カルドゥッチ、ジョベルティ、駆逐艦フルミーネおよび第14水雷艇部隊（パルテノーペ、パラーデ、アルタイル、アンドロメダ）とともにポルト・パレルモ（アルバニア）のギリシャ軍駐屯地を砲撃した。

## マタパン岬沖海戦
3月26日の11時、前任のロレンツォ・ダレッティから艦を引き継いだサルヴァトーレ・トスカーノ大佐の指揮の下、第9駆逐艦隊の同型艦および第1艦隊（ザラ、ポーラ、フィウメ）とともにヴィトリオ・キニゴー中佐の指揮のもとターラントを出航し、戦艦ヴィットリオ・ヴェネト、第3巡洋艦隊（トレント、ボルツァーノ）、第8巡洋艦隊（ガリバルディ、ドゥーカ・デッリ・アブルッツィ）第13駆逐艦隊（グラナティエーレ、ベルサリエーレ、フチリエーレ、アルピーノ）、第16駆逐艦隊（ダ・レッコ、ペッサーニョ）、第12駆逐艦隊（コラッツィエーレ、カラビニエーレ、アスカリ）とともに、後にマタパン岬沖海戦と呼ばれることになる「ガウド」作戦に参加した。
この戦闘中、3月28日の夕方にポーラが雷撃機による攻撃で航行不能となった。イタリア艦隊の司令官アンジェロ・イアキーノ提督は第1艦隊と第9駆逐艦隊の全艦を損傷した巡洋艦を救助するために差し向けたが、22時27分にポーラの近辺に到着したときに、英戦艦バーラム、ヴァリアント、ウォースパイトから砲撃された。まずザラフィウメが沈没し、次にカルドゥッチとポーラ（英駆逐艦からの魚雷攻撃も受けた）もまた沈没した。戦闘開始時に、アルフィエーリは戦列の2番めに位置し（フィウメが先行し、ジョベルティが続いた）、駆逐艦部隊の指揮艦艇として前に出ていたが、敵艦からの砲撃を繰り返し受け、深刻な損傷を被って行動不能となった。にもかかわらず、イタリア軍艦艇のなかで唯一応戦することができ、退艦を命じられたにもかかわらず艦首の120 mm砲から4発の砲弾を撃ち込んだ。この功績により、勇敢なロッコ・リッツィ砲手（31530番）には銅星勲章が授与された。生存者の一段は、ヴィト・サンゾネッティ中尉の指揮のもと、敵駆逐艦に対して2、3発の魚雷を発射したが、目標に命中させることはできなかった。燃え盛る残骸と化したアルフィエーリは、英駆逐艦スチュアートによってとどめを刺された。魚雷を受けたアルフィエーリは、23時30分ごろに爆発して、ほとんどの乗組員を道連れに沈没したが、そのなかには艦を離れることをよしとしなかったトスカーノ艦長も含まれていた。このことから、士官の栄誉を記念して武功金勲章が授与された。同じ勲章は、奮戦の末に沈没を免れた海軍工兵隊のジョルジョ・モドゥーニョ大尉にも授与された。筏にたどり着いた彼は、多数の負傷者を優先するために筏への乗船を断念し、最後は疲れ果てて海の中に消えていった。その他7名の乗組員に銀メダルまたは銅メダルが授与された。
沈没船からの23名の生存者はイギリスの艦艇によって救助され捕虜となり、水中ないし小さな筏に乗った残りの生存者は数日間海に取り残され、寒さ、飢え、乾き、負傷、そして狂気がもとで死亡した。
3月31日21時に戦闘で沈んだ艦艇の生存者を救出するために派遣された病院船グラディスカは叫び声を聞き、直後に筏を北緯35度41分、東経21度11分の位置で筏を視認し、そこからアルフィエーリの4名の生存者を救出したが、彼らは同じ海域に他にも漂流者が居ると証言した。4月1日05時25分の時点までに18の筏が相次いで発見され、そこからアルフィエーリとフィウメ（の大部分）の生存者グループ、合計118名が救助された。
アルフィエーリの乗組員257名のうち、211名が死亡または行方不明、23名が捕虜となり、同数がグラディスカに救助された。
アルフィエーリは合計35回の作戦任務（海軍部隊との任務8回、対地砲撃3回、輸送船団護衛任務4回、訓練任務5回、その他15回）を遂行し、16,710カイリを航海し、洋上で26日間を費やした。

### 艦長
ロレンツォ・ダレッティ大佐（1896年10月23日、アンコーナ生まれ、1939年1月 - 1941年3月9日）
サルヴァトーレ・トスカーノ大佐（1897年7月5日、イモラ生まれ、1941年3月10日 - 28日）